# Šachova synagoga
Šachova synagoga (Stará synagoga) v židovské čtvrti v Holešově patří mezi nejvýznamnější památky nejen v Holešově a okolí, ale také v celé České republice. Jelikož je tato synagoga dnes už jedinou synagogou tzv. polského typu, která se takto v původní podobě zachovala až dodnes, bývá označována dokonce jako světový unikát. Je zapsána na seznamu kulturních památek České republiky. Je spojena s osobou rabiho Šabtaje ben Meir ha-Kohena (ŠaCh), který zde působil 5 let před svou smrtí v roce 1663.

## Historie
V Holešově byla židovská obec (ghetto) již v 15. století, patřila k největším na Moravě. Židovská obec si vybudovala také původní dřevěnou synagogu, ale ta při požáru v roce 1560 shořela. Proto si hned potom vybudovala synagogu kamennou, která stojí dodnes. Tato renesanční budova se v jádře dochovala do dnešní doby, i když byla v roce 1615 upravena a rozšířena přístavbou předsíně a ženské galerie. V letech 1725–1737 byla přistavěna schodišťová chodba, zřízena okna na ženské galerii a zaklenuta modlitebna. Interiér byl výtvarně sjednocen barokní výzdobou.
Po výstavbě nové synagogy roku 1893 přestala být využívána k bohoslužebným účelům a její stav upadal. Vzácná vnitřní výzdoba byla překryta hrubou omítkou.  Ve 20. letech 20. století bylo 1. patro upraveno na byt pro židovskou rodinu. Během 2. světové války byl modlitební sál využíván jako stolařská dílna  a skladiště.  Po smrti posledního nájemníka v roce 1955 bylo rozhodnuto, že bude provedena komplexní oprava budovy a bude v ní zřízeno muzeum.  Rekonstrukce byla zahájena v roce 1960 a v září 1964 byla stará synagoga s expozicí Židé na Moravě zpřístupněna veřejnosti. Mezitím došlo i ke změně vlastníka, kterým se stalo město Holešov a správou bylo pověřeno Muzeum v Kroměříži. Další stavební úpravy se uskutečnily v letech 1993–1994, na ně navázala  nová muzejní expozice s názvem Židé a Morava. Budova byla v roce 1994 v restituci vrácena židovské obci a spravuje ji Městské kulturní středisko Holešov. 
Muzejní expozice je průběžně doplňována a upravována  ve snaze přiblížit se původnímu duchu synagogy.  V roce 2016 byla ve druhém patře částečně obnovena talmudská studovna, kde mají členové židovské komunity z celého světa možnost studovat knihy rabína ŠaCha přímo v místě jeho působiště. Jsou zde pořádány tematické výstavy  i další kulturní a vzpomínkové akce. 
Synagoga je přístupná veřejnosti, provozovatel zajišťuje komentované prohlídky. 
| Rok  | Počet návštěvníků |
| ---- | ----------------- |
| 2016 | 2 632             |
| 2017 | 2 918             |
| 2022 | 2 624             |

## Popis
Dnešní synagoga je samostatně stojící dvoupatrová budova s nízkou sedlovou střechou. Po straně je k ní přistavěn komunikační trakt s předsíní, chodbou a dvěma schodišti. Bíle omítnutá fasáda s nevelkými okny působí strohým dojmem.
V přízemí je hlavní modlitební sál (půdorys1070x780 cm, výška 825 cm), jehož podlaha je zahloubena asi metr pod úrovní okolního terénu. V jeho středu stojí nádherně zdobené pódium – bima, odkud se četla Tóra, případně se odsud vyhlašovala nařízení a soudní výroky. Bima holešovské synagogy pochází snad z nedalekých Dřevohostic, odkud byl přenesen po zániku tamější náboženské obce a představuje jemnou kovotepeckou práci druhé třetiny 18. století.  U východní stěny je umístěn svatostánek se schránkou na tóry. Jižní stěna hlavního sálu je nad přísálím otevřena dvěma otvory do ženské galerie, která se nachází v prvním patře budovy.  V této místnosti se dochovaly zlomky nástěnných hebrejských liturgických textů, lemovaných lištami s ovocným a květinovým dekorem. Nad ženskou galerií se nachází místnost, která byla původně školou (bejt midraš) a je přístupná samostatně strmým schodištěm. V této místnosti se nachází nádherně zdobený dřevěný strop, obsahující květinové, ovocné a zvířecí motivy, pocházející z roku 1737. Je zde instalovaná studovna významného rabína ŠaCha, ve které jsou k dispozici jeho nejvýznamnější knihy. Během let se jich podařilo získat vice než dvacet, většinou z internetových aukcí. V roce 2020 synagoga získala vydání Siftej Kohen z roku 1663, které je nejstarší knihou ve sbírce.  Kromě historických svazků obsahuje knihovna i kolekci Šachových knih vydaných v současné době. Mnohé z nich darovali návštěvníci přijíždějící z různých zemí. 
V dnešní době je v ženské galerii i v bývalé židovské škole umístěna expozice Židé a Morava, seznamující návštěvníky s historií Židů na Moravě od nejstarších zmínek po druhou světovou válku. Druhá část expozice seznamuje s židovskými památkami, které dnes na Moravě existují nebo dříve existovaly. V obou těchto místnostech jsou také vystaveny předměty, které se používají k bohoslužbám i k běžnému životu.  Veřejně přístupné bohoslužby se v holešovské synagoze konají jen o Týdnu židovské kultury.

## Nová synagoga

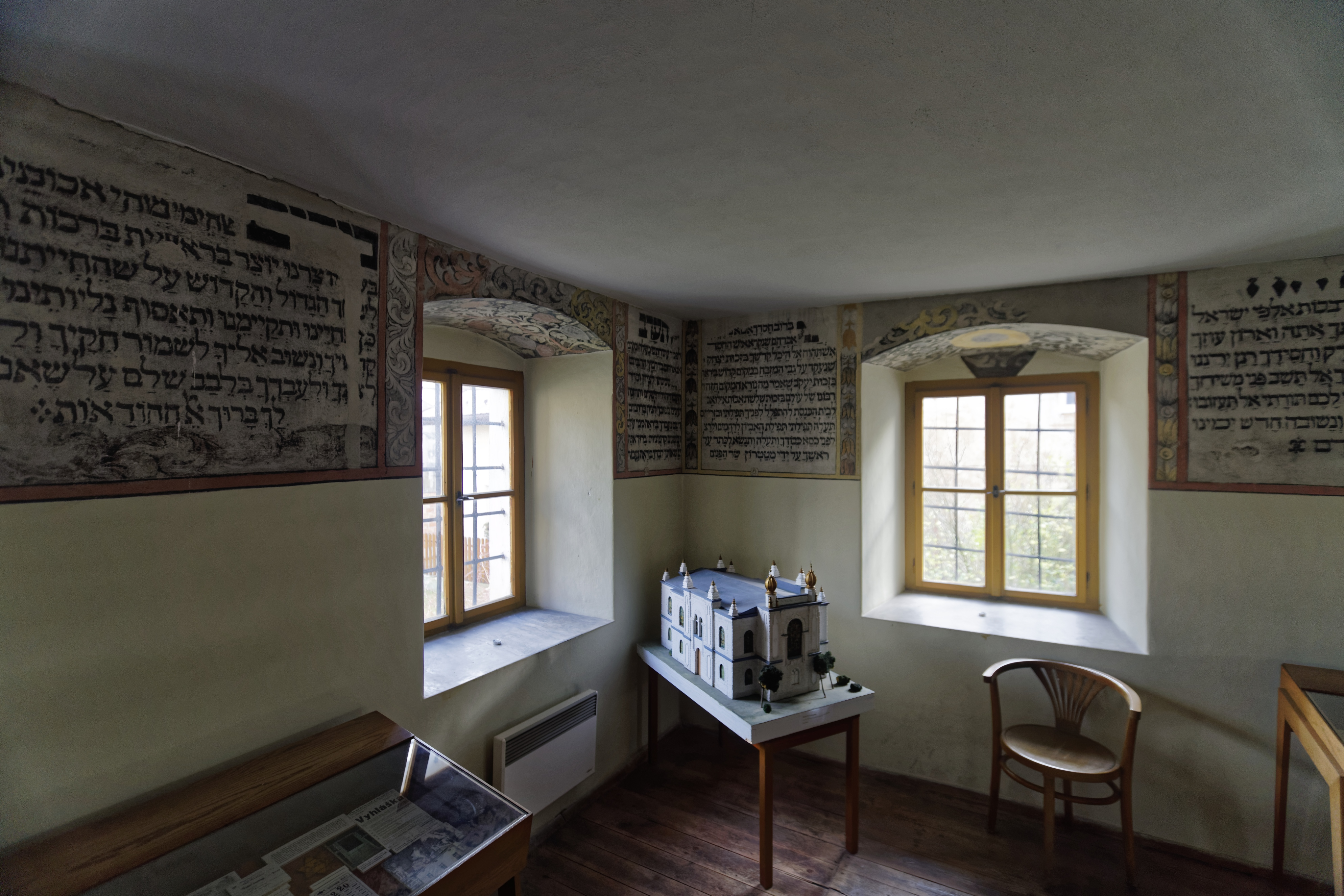
model Nové synagogy

V roce 1891 početná židovská obec v Holešově začala budovat novou synagogu, která měla nahradit původní, kapacitně již nedostačující modlitebnu.  Stavba v módním maursko–orientálním stylu podle projektu vídeňského architekta Jakoba Gartnera  byla dokončena v roce 1893. Během nacistické okupace v létě 1941 budova vyhořela, zřejmě z úmyslně založeného požáru. V následujícím roce byly zbytky stavby odklizeny a na pozemku vysazena parková úprava. Model synagogy, vytvořený v roce 1972 podle fotografií, je součástí muzejní expozice ve Staré synagoze.

## Hřbitov
Mimo synagogu stojí za zmínku i nedaleký židovský hřbitov s hrobem učeného rabína Šabtaje ben Me’ir ha-Kohena, zvaného Šach, po němž je i pojmenována synagoga. Jeho hrob spolu se synagogou je navštěvován zahraničními návštěvníky z USA, Izraele, Německa a mnohých dalších zemí. Objekt synagogy a hřbitov  také využívají filmaři, kteří zde natáčeli již několik filmů. V roce 1998 zde režisér Dušan Klein natočil film Píseň o lítosti, Česká televize využila synagogu pro hraný dokument  o Gustavu Mahlerovi a několik dalších poznávacích pořadů.

## Galerie

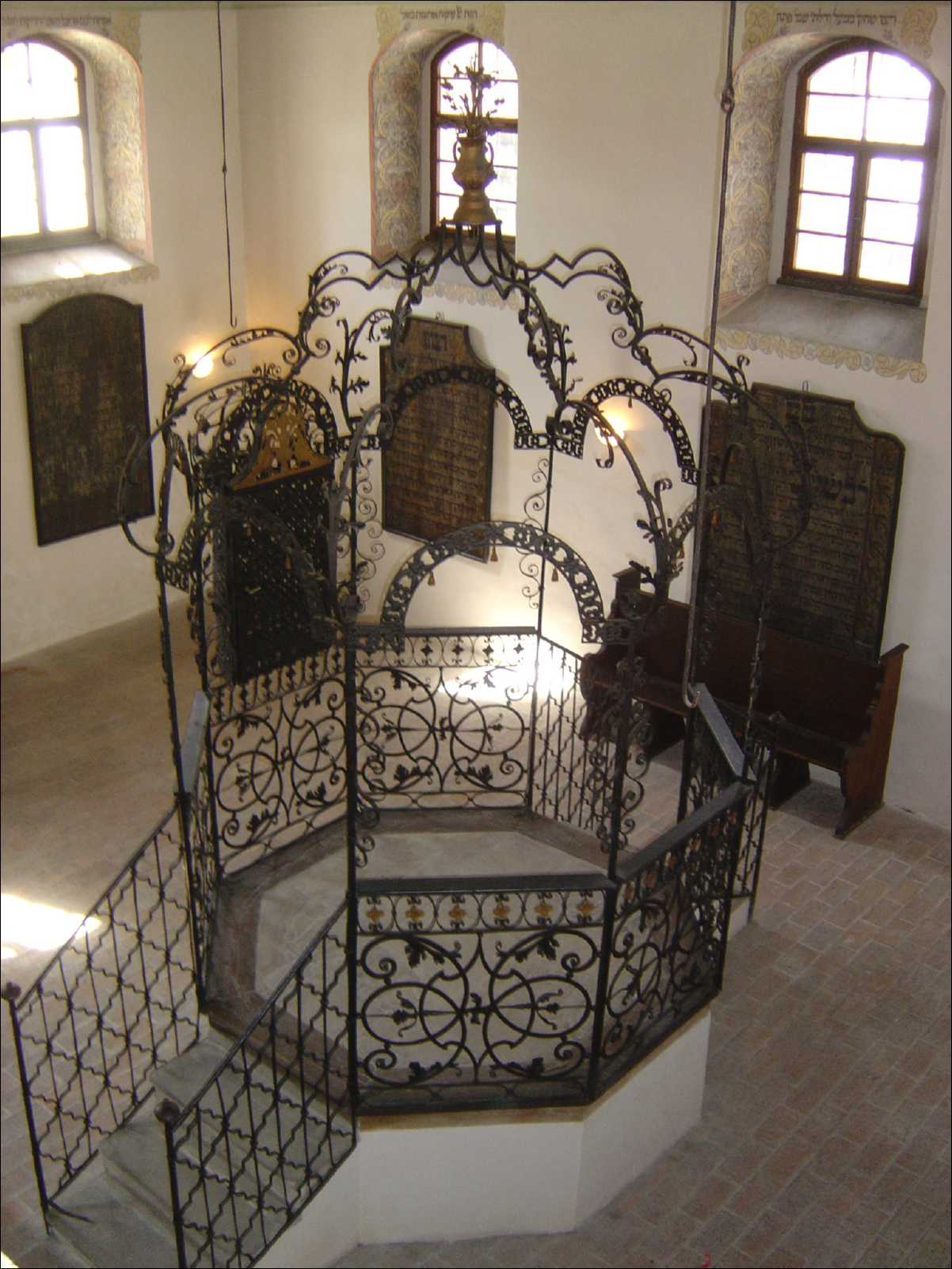
Bima a hlavní sál Šachovy synagogy
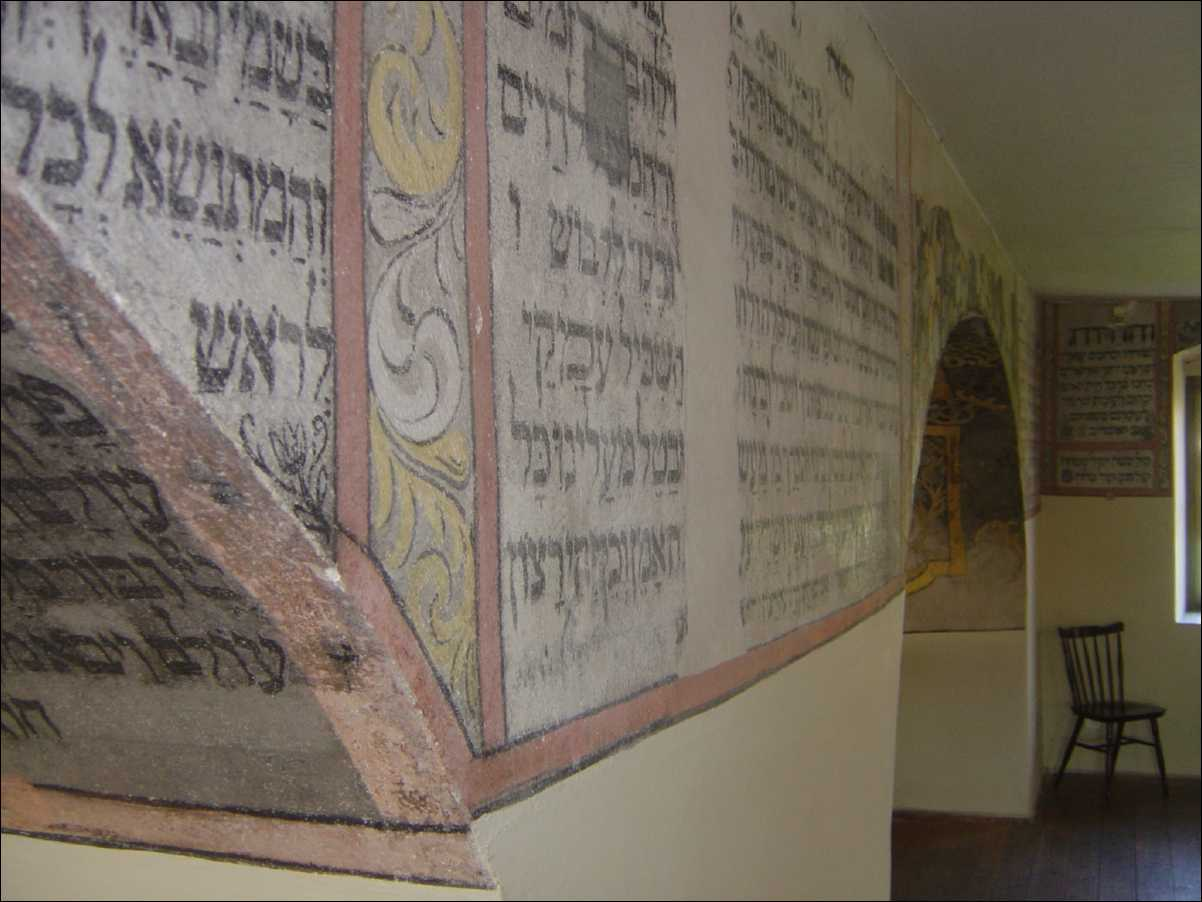
Šachova synagoga (nástěnné texty)
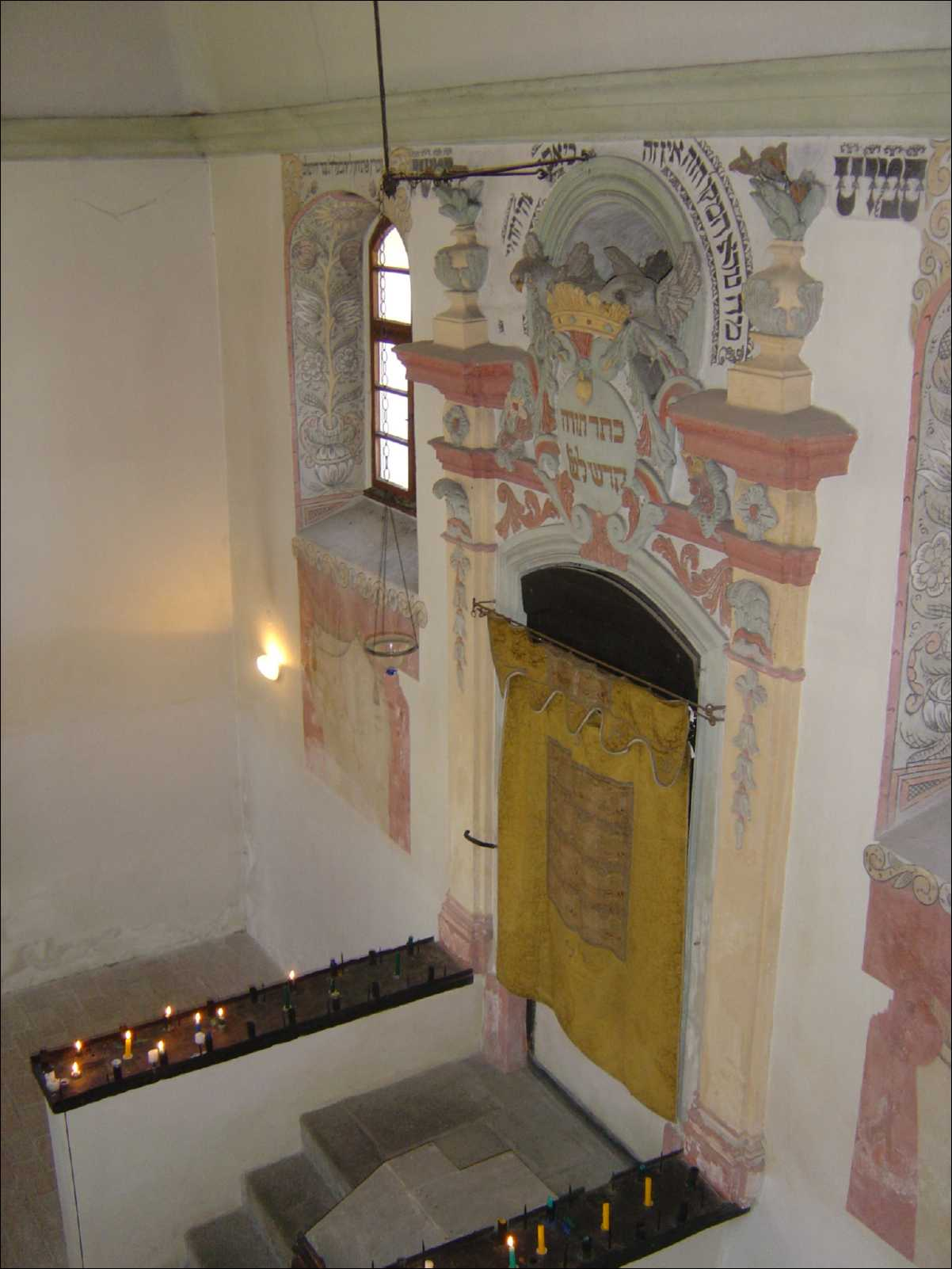
Šachova synagoga - svatostánek
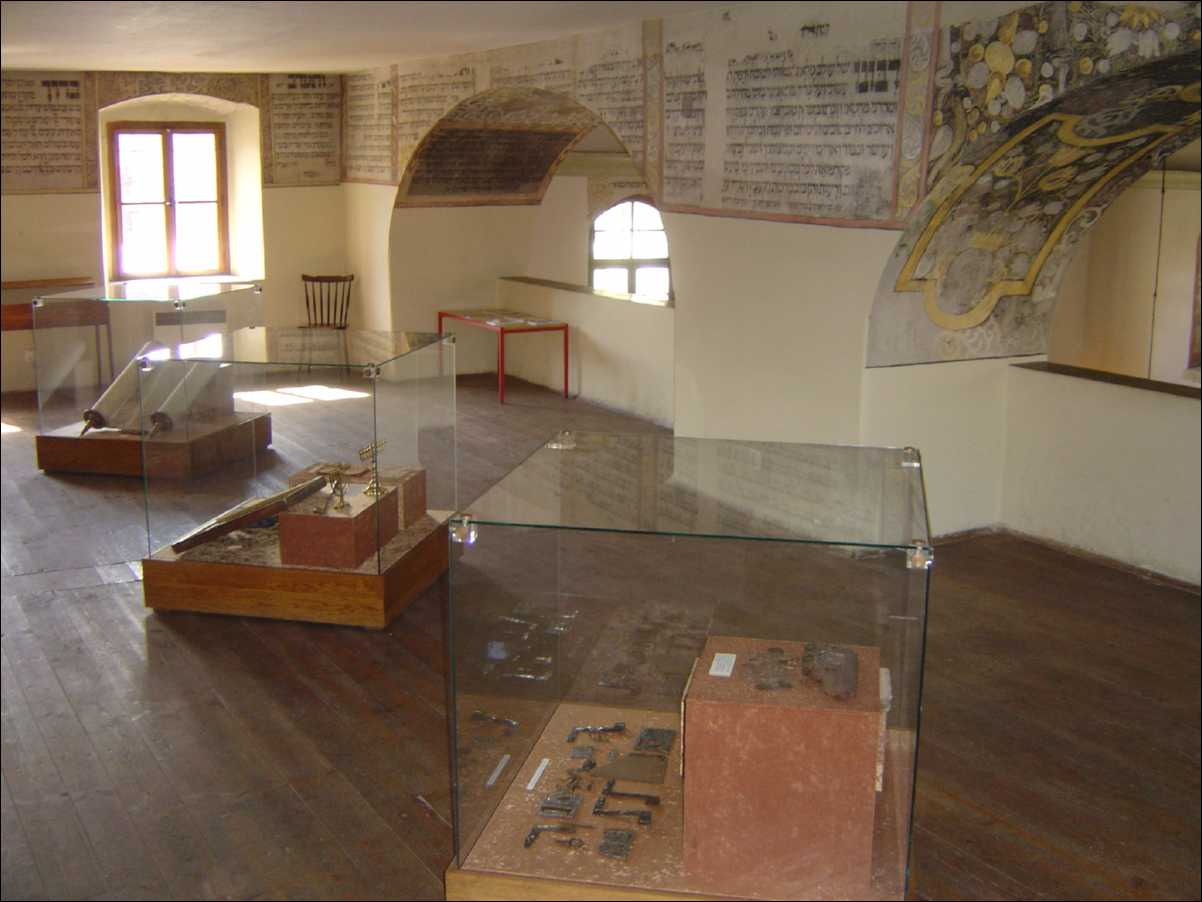
Šachova synagoga (ženská galerie)
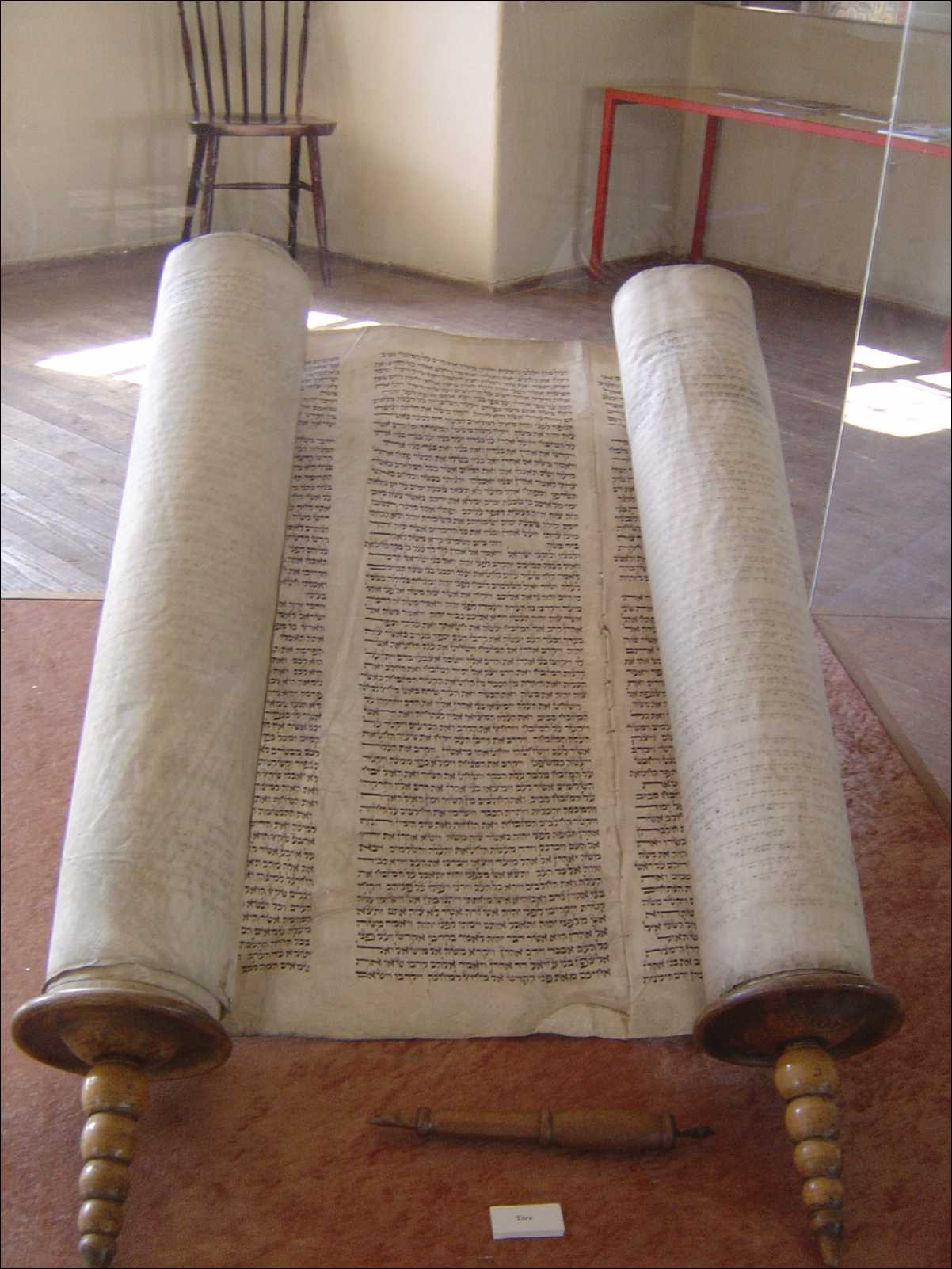
Místní expozice - tóra
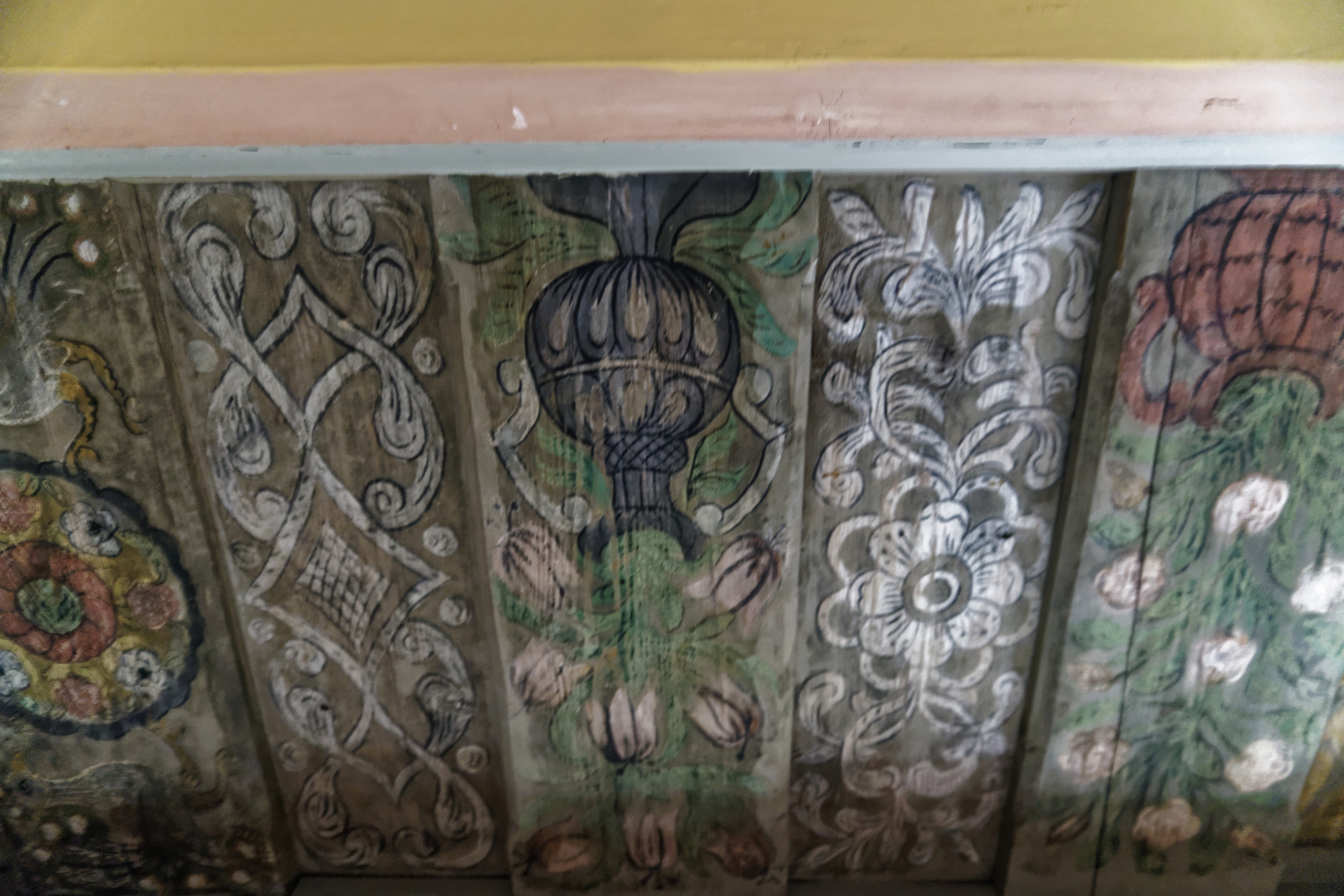
detail stropu v studovně